# Prombonás
Prombonás, en grec moderne : Προμπονάς, est un quartier d'Athènes en Grèce. Il est le quartier le plus septentrional du dème des Athéniens. Il est nommé en l'honneur du médecin de Naxos, Dimítrios Prombonás (el), qui a légué à la municipalité un terrain d'une superficie d'environ 40 ha.
Cette zone était un cimetière pendant la période byzantine. Aujourd'hui, il est délimité à l'est par la rivière Podonífti (el), à l'ouest par les lignes du métro d'Athènes, au nord par la forêt homonyme de Prombonás et au sud par la rue Chalkídos.